# Индийско-казахстанские отношения
Индийско-казахстанские отношения — двусторонние дипломатические отношения между Индией и Казахстаном, были установлены 22 февраля 1992 года.

## История

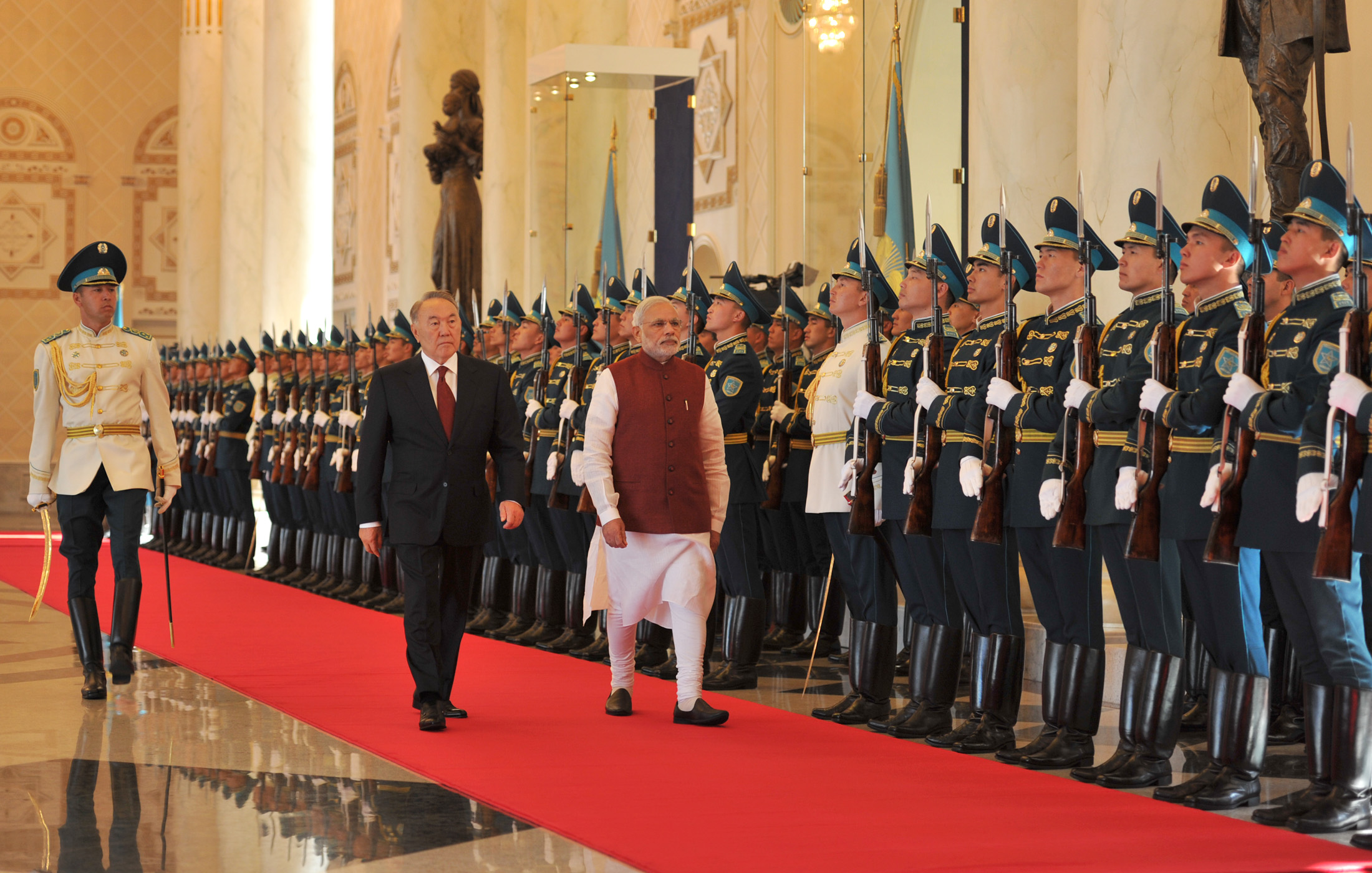
Визит премьер-министра Индии Нарендры Моди в Казахстан, июль 2015 года

До установления прямых дипломатических отношений между Казахстаном и Индией действовали дипломатические отношения Индии и СССР, в состав которого входила Казахская ССР. Дипломатические отношения между Казахстаном и Индией были установлены 22 февраля 1992 года. В этом же месяце 1992 года было заключено Соглашение между Республикой Казахстан и Республикой Индия о сотрудничестве в области торгово-экономических отношений, науки и технологии и Соглашение между Правительством Республики Казахстан и Правительством Республики Индия о сотрудничестве в области культуры, искусства, образования, науки, средств массовой информации и спорта.
Президент Казахстана Нурсултан Назарбаев несколько раз совершал официальные визиты в Индию: официальные визиты — в 1992, 1996, 2002 годах, государственный визит — в 2009 году. Высшие государственные лица Индии также совершали визиты в Казахстан во время президентства Назарбаева: в 1993 году — премьер-министр Памулапарти Венката Нарасимха Рао (официальный визит), в 1996 году — вице-президент Кочерил Раман Нараянан (официальный визит), в 2002 году — премьер-министр Атал Бихари Ваджпаи (официальный визит и участие в саммите СВМДА), в 2008 году — вице-президент Мохаммад Хамид Ансари (официальный визит), в 2011 году — премьер-министр Манмохан Сингх (официальный визит), в 2015 году — пермьер-министр Нарендра Моди (официальный визит).
В ноябре 1993 года было открыто посольство Казахстана в Нью-Дели.
9 декабря 1996 года между правительствами Казахстана и Индии было подписано Соглашение о поощрении и взаимной защите инвестиций, а также Конвенция об избежание двойного налогообложения и предотвращении уклонения от налогообложения в отношении налогов на доход и на капитал.
11-14 февраля 2002 года президент Казахстана Нурсултан Назарбаев совершил официальный визит в Республику Индия. Во время визита он провёл встречи с президентом Индии Кочерилом Раманом Нараянаном, вице-президентом Индии Кришаном Кантом, премьер-министром Индии Аталом Бихари Ваджпаи, лидером партии «Индийский национальный конгресс» Соней Ганди, губернаторами штатов Раджастхан и Карнатака. Во время визита была принята совместная декларация, посвящённая 10-летию дипломатических отношений между странами, в которой стороны подчёркивают приверженность принципам мира, дружбы и сотрудничества. В центре Дели была открыта улица имени казахского поэта и философа Абая Кунанбаева. 2-5 июня 2002 года премьер-министр Индии Атал Бихари Ваджпаи совершил официальный визит в Казахстан и принял участие в саммите Совещания по взаимодействию и мерам доверия в Азии в городе Алматы. Лидеры стран приняли участие в церемонии открытия улицы имени индийского политического деятеля Махатмы Ганди.

## Торгово-экономическое сотрудничество

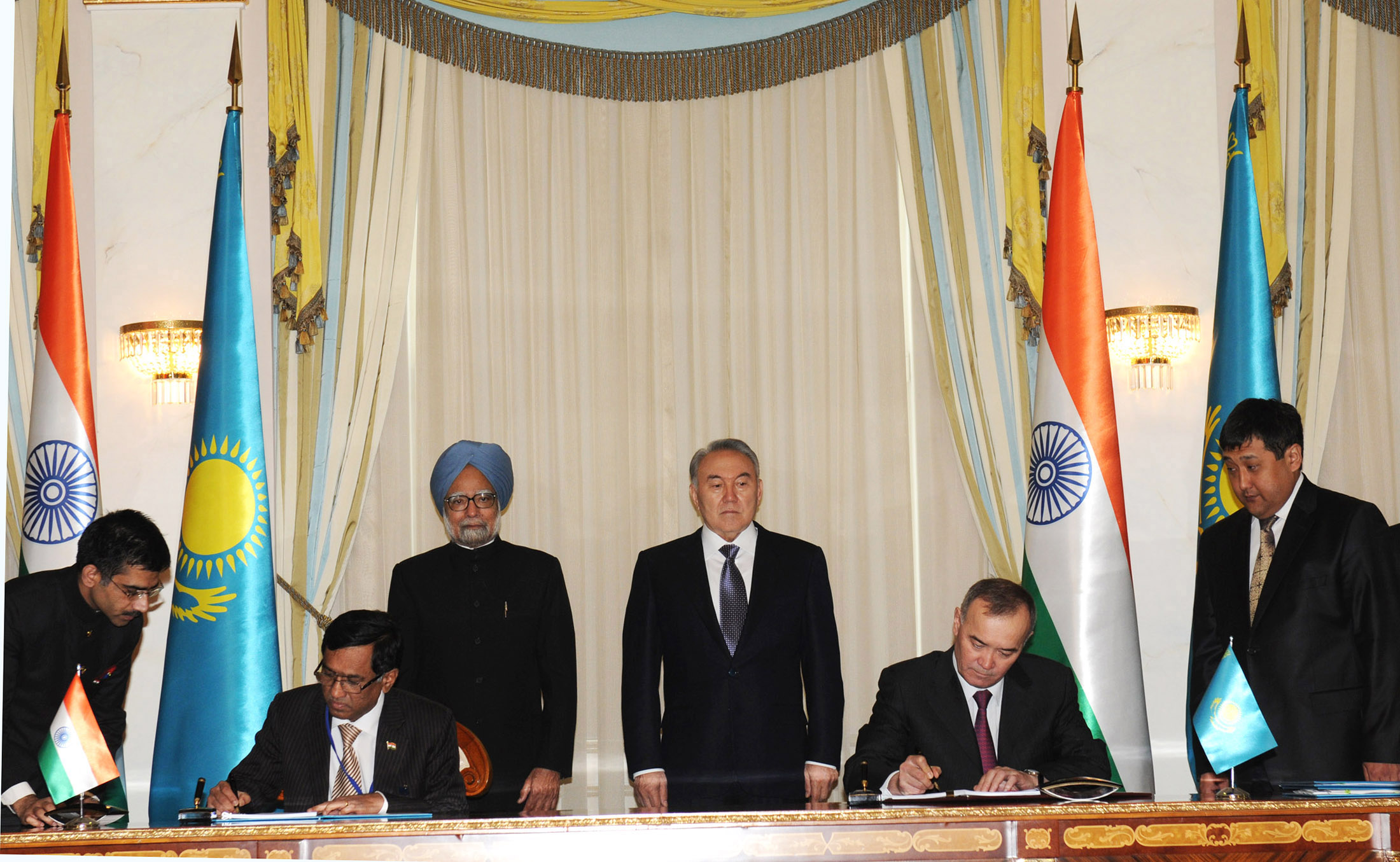
Президент Казахстана Н. А. Назарбаев и премьер-министр Индии М. Сингх, 2011 год

Согласно данным Комитета государственных доходов Министерства финансов Республики Казахстан (КГД МФ РК), товарооборот между Казахстаном и Индией в 2023 году составил 1 029,9 млн долларов США, что на 58 % меньше уровня 2022 года. Экспорт Казахстана составил 449,2 млн долларов США (-58 %), импорт из Индии — 580,7 млн долларов США (+3,2 %). Основной фактор снижения взаимной торговли — уменьшение поставок казахстанской сырой нефти.
В структуре казахстанского экспорта за первый квартал 2024 года преобладали сырая нефть (133,1 млн долларов США; 65,7 %), серебро (28,6 млн долларов США; 14,1 %), водород, инертные газы и прочие неметаллы (28,3 млн долларов США; 14 %) и ферросплавы (5,9 млн долларов США; 2,9 %). Импорт включает расфасованные лекарственные средства (36,5 млн долларов США; 31,5 %), телефонные аппараты (11,4 млн долларов США; 9,8 %), оборудование для сортировки и измельчения грунта (6,9 млн долларов США; 5,9 %), грузовые автомобили (5,5 млн долларов США; 4,7 %), чай (5 млн долларов США; 4,3 %) и неглазурованную керамическую плитку (1,9 млн долларов США; 1,6 %).

## Военно-техническое сотрудничество
- В 2018 году во время визита министра обороны Республики Индия Нирмалы Ситхараман в Республику Казахстан состоялась торжественная церемония совместного развертывания миротворческого контингента в составе ЮНИФИЛ. 14 ноября 2023 года проведена одиннадцатая ротация казахстанского контингента численностью шесть человек.
- В 2023 году на полигоне «Матибулак» прошли седьмые совместные казахстанско-индийские учения «KazInd-2023».
- В 2023 году в городе Бангалор (штат Карнатака) состоялось седьмое заседание казахстанско-индийской специальной рабочей группы.

## Авиасообщение
Соглашение об авиасообщениях от 10 сентября 1993 года регулирует регулярные пассажирские перевозки между двумя государствами. Авиакомпания Air Astana выполняет двенадцать еженедельных рейсов по маршруту «Алматы — Дели — Алматы» и два еженедельных рейса по маршруту «Алматы — Мумбаи — Алматы». Авиакомпания IndiGo осуществляет два еженедельных рейса по маршруту «Дели — Алматы — Дели».

## Научно-техническое и культурно-гуманитарное сотрудничество
С 2020 по 2023 годы Казахстан и Индия значительно расширили многоплановое сотрудничество, проведя рабочие встречи и видеоконференции по космическим программам, IT-инициативам и фармацевтике, а также подписав меморандум о взаимопонимании между технопарками Astana Hub и T-Hub. Дипломатическое измерение укрепилось через онлайн-курсы для молодых дипломатов Центральной Азии и торжественное открытие в Нью-Дели бюста Абая Кунанбаева. В гуманитарной сфере стороны организовали литературные форумы Indo-Kazakh Writers’ Meet и конференцию писателей ШОС, а казахстанские ансамбли «Ак кербез» и театр «Наз» успешно выступили на индийских фестивалях танца и музыки.
- В 2020 году проведено первое заседание Казахстанско-индийской рабочей группы по сотрудничеству в космической отрасли.
- В 2020 году в формате видеоконференции состоялась B2B-встреча казахстанских и индийских ИТ-компаний.
- В 2021 году проведена онлайн-встреча представителей казахстанских и индийских ИТ-компаний и профильных государственных органов; 22 декабря 2021 года в аналогичном формате состоялась встреча по фармацевтике с участием СК «Фармация» и Министерства здравоохранения Республики Казахстан.
- В 2022 году в парке «Сан-Мартин» города Нью-Дели торжественно открыт бюст А. Кунанбайулы.
- В 2022 году подписан Меморандум о взаимопонимании между международным технопарком ІТ-стартапов «Astana Hub» и бизнес-инкубатором «T-Hub» (город Хайдарабад, штат Телангана).
- В 2022 году в Нью-Дели в рамках диалога «Центральная Азия — Индия» проведены специальные курсы для молодых дипломатов центральноазиатских государств; от Министерства иностранных дел Республики Казахстан участвовали пять дипломатов.
- В 2023 году в Нью-Дели состоялась встреча писателей Казахстана и Индии «Indo-Kazakh Writers’ Meet».
- В 2023 году казахстанская делегация приняла участие в конференции молодых писателей государств — членов Шанхайской организации сотрудничества.
- В 2023 году ансамбль танца «Ак кербез» Жамбылской областной филармонии имени К. Азербаева выступил на девятом Индийском международном фестивале танца и музыки (город Нью-Дели).
- В 2023 году Государственный театр танца «Наз» акимата города Астана участвовал в международном фольклорном фестивале, прошедшем в городах Шиллонг, Гувахати, Ахмедабад, Мумбаи и Нью-Дели.

## Списки послов

### Послы Казахстана в Индии
1. Мухамеджан Исаев (1993—1994)
2. Рашид Ибраев (1995—1998)
3. Аскар Шакиров (1998—2004)
4. Кайрат Умаров (2004—2009)
5. Дулат Куанышев (2010 — сентябрь 2014)
6. Булат Сарсенбаев (6 октября 2014 — 4 сентября 2019)
7. Ерлан Алимбаев (4 сентября 2019 — апрель 2021)
8. Нурлан Жалгасбаев (апрель 2021 — 7 апреля 2025)
9. Азамат Ескараев (7 апреля 2025 — н. в.)

### Послы Индии в Казахстане
1. Камалеш Шарма (1992—1995)
2. Раджив Сикри (1995—1999)
3. Сайед Раза Хашим (1999—2002)
4. Видья Сагар Верма (2002—2004)
5. Асоке Кумар Мукерджи (2004—2007)
6. Ашок Саджанхар (2007—2010)
7. Ашок Кумар Шарма (2011—2014)
8. Харш Кумар Джайн (2014—2017)
9. Прабхат Кумар (2017—2021)
10. Шубдаршини Трипати (2021—2023)
11. Нарендра Прасад (2023 — н. в.)